# Короли Десмонда
Короли Десмонда — правители одноимённого государства в средневековой Ирландии из клана Маккарти Мор («Великие Маккарти») (1118—1596 годы).

## XII век

### Клан Маккарти
| Имя                         | Родители           | начало правления | конец правления | Родство                                                            |
| --------------------------- | ------------------ | ---------------- | --------------- | ------------------------------------------------------------------ |
| Тадг мак Муйредайг Маккарти | Муйредах мак Катах | 1118             | 1123            | сын Муйредаха мак Катаха, представителя рода Кашельских Эоганахтов |

| Имя                              | Родители           | начало правления | конец правления | Родство                         |
| -------------------------------- | ------------------ | ---------------- | --------------- | ------------------------------- |
| Кормак Мак Картайг               | Муйредах мак Катах | 1123             | 1127            | брат Тадга Маккарти             |
| Доннхад Маккарти                 | Муйредах мак Катах | 1127             | 1127            | брат Кормака Маккарти           |
| Кормак Мак Картайг (вторично)    | Муйредах мак Катах | 1127             | 1138            | брат Тадга Маккарти             |
| Доннхад Маккарти (вторично)      | Муйредах мак Катах | 1138             | 1143            | брат Кормака Маккарти           |
| Диармайт Мор Маккарти            | Кормак Маккарти    | 1143             | 1175            | сын и преемник Кормака Маккарти |
| Кормак Лиатанах Маккарти         | Диармайт Маккарти  | 1175             | 1176            | сын Диармайта Мора Маккарти     |
| Диармайт Мор Маккарти (вторично) | Кормак Маккарти    | 1176             | 1185            | сын Кормака Маккарти            |

### Клан O’Брайен
| Имя                                  | Родители                                          | Начало правления | Конец правления | Родство                                                         |
| ------------------------------------ | ------------------------------------------------- | ---------------- | --------------- | --------------------------------------------------------------- |
| Тадг Глаэ мак Диармайта O’Брайен     | Диармайт мак Тойррделбайг O’Брайен                | 1122             | 1154            | сын Диармайта мак Тойррделбаха O’Брайена из королевства Мунстер |
| Муйрхертах мак Тойррделбайг O’Брайен | король Томонда Тойррделбах мак Диармайта O’Брайен | 1167             | 1168            | двоюродный брат Тадга Глаэ мак Диармайта O’Брайена              |

### Клан Маккарти
| Имя                           | Родители              | Начало правления | Конец правления | Родство                               |
| ----------------------------- | --------------------- | ---------------- | --------------- | ------------------------------------- |
| Домналл Мор На Корра Маккарти | Диармайт Мор Маккарти | 1185             | 1206            | сын Диармайта (Дермота) Мора Маккарти |

## XIII век
| Имя                             | Родители                      | Начало правления | Конец правления | Родство                                |
| ------------------------------- | ----------------------------- | ---------------- | --------------- | -------------------------------------- |
| Фингел Маккарти                 | Диармайт Мор Маккарти         | 1206             | 1207            | брат Домналла Мора Маккарти            |
| Диармайт Дуна Дройгнен Маккарти | Домналл Мор на Корра Маккарти | 1207             | 1229            | племянник Фингела Маккарти             |
| Кормак Финн Маккарти            | Домналл Мор на Корра Маккарти | 1229             | 1247            | брат Диармайта Дуна Дройгнена Маккарти |
| Домналл Гот Кайрпрех Маккарти   | Домналл Мор на Корра Маккарти | 1247             | 1251            | брат Кормака Финна Маккарти            |
| Финген Маккарти                 | Домналл Гот Кайрпрех Маккарти | 1251             | 1261            | сын Домналла Гота Кайрпреха Маккарти   |
| Кормак Маккарти                 | Домналл Гот Кайрпрех Маккарти | 1261             | 1262            | брат Фингега Маккарти                  |
| Домналл Руад Маккарти           | Кормак Финн Маккарти          | 1262             | 1302            | двоюродный брат Кормака Маккарти       |

## XIV век
| Имя                         | Родители                 | Начало правления | Конец правления | Родство                             |
| --------------------------- | ------------------------ | ---------------- | --------------- | ----------------------------------- |
| Домналл Ог Маккарти         | Домналл Руад Маккарти    | 1302             | 1306            | сын Домналла Руада Маккарти         |
| Доннхад Карртан Маккарти    | Кормак Финн Маккарти     | 1306             | 1310            | дядя Домналла Ога Маккарти          |
| Диармайт Ог Маккарти        | Доннхад Карртан Маккарти | 1310             | 1326            | сын Доннхада Карртана Маккарти      |
| Кормак Маккарти             | Доннхад Карртан Маккарти | 1326             | 1359            | брат Диармайта Ога Маккарти         |
| Домналл Ог Маккарти         | Кормак Маккарти          | 1359             | 1390            | сын и преемник Кормака Маккарти     |
| Тадг на Майнистрех Маккарти | Домналл Ог Маккарти      | 1390             | 1428            | сын и преемник Домналл Ога Маккарти |

## XV век
| Имя                      | Родители                    | Начало правления | Конец правления | Родство                           |
| ------------------------ | --------------------------- | ---------------- | --------------- | --------------------------------- |
| Домналл ан Дана Маккарти | Тадг на Майнистрех Маккарти | 1428             | 1469            | сын Тадга на Майнистреха Маккарти |
| Тадг Лиат Маккарти       | Домналл ан Дана Маакарти    | 1469             | 1503            | сын Домналла ан Дана Маккарти     |

## XVI век
| Имя                                               | Родители                              | Начало правления | Конец правления | Родство                                  |
| ------------------------------------------------- | ------------------------------------- | ---------------- | --------------- | ---------------------------------------- |
| Домналл Маккарти                                  | Тадг Лиат Маккарти                    | 1503             | 1508            | сын Тадга Лиата Маккарти                 |
| Кормак Ладрах Маккарти                            | Тадг Лиат Маккарти                    | 1508             | 1516            | брат Домналла Маккарти                   |
| Тадг на Лемна Маккарти                            | Домналл Маккарти                      | 1508             | 1514            | сын Домналл Маккарти                     |
| Домналл ан Друйминин Маккарти                     | Кормак Ладрах Маккарти                | 1516             | 1558            | сын кормака Ладраха Маккарти             |
| Домналл Маккарти                                  | Домналл ан Друйминин Маккарти         | 1558             | 1596            | сын Домналла ан Друйминина Маккарти      |
| Финген (Мак Картайг Риабах) мак Доннхада Маккарти | сын Доннхада и внук Домналла Маккарти | 1597             | 1640            | внук Домналла Маккарти                   |
| Домналл мак Домнайлл Маккарти                     | Домналл Маккарти                      | 1597             | 1615            | незаконнорожденный сын Домналла Маккарти |